# Engyum ludibriosum
Engyum ludibriosum är en skalbaggsart som beskrevs av Martins 1970. Engyum ludibriosum ingår i släktet Engyum och familjen långhorningar. Inga underarter finns listade i Catalogue of Life.